# 2 Straten verder
2 Straten verder was een Vlaams sketchprogramma van VTM met in de hoofdrollen Carry Goossens en Jan Van Dyke, ondersteund door een grote groep gastacteurs.
In het eerste seizoen had ook tv-legende Gaston Berghmans een hoofdrol. Het programma betekende voor hem het definitieve afscheid van het comedygenre. Toen men besloot een tweede seizoen te draaien, gingen Carry Goossens en Jan Van Dyke alleen verder.
Uiteindelijk werden er van het programma zes seizoenen gemaakt, uitgezonden tussen 1999 en 2009. De reeks kwam aan zijn einde doordat Jan Van Dyke had besloten ermee te stoppen.

## Concept
Het programma bestaat voornamelijk uit zogenaamde quickies: korte sketches met vaak stereotiepe personages of situaties. Daarnaast zijn er ook enkele typetjes die steevast iedere aflevering aanwezig zijn, waaronder de roodharige deugeniet Tommeke en de onhandige klusjesmannen Sus en Klus.

## Acteurs
Hoofdacteurs
- Carry Goossens
- Jan Van Dyke
- Gaston Berghmans

Gastacteurs
- Camilia Blereau
- Marc Bober
- Margot Brabants
- Jef Burm
- Chris Bus
- Marc Coessens
- Ronnie Commissaris
- Ron Cornet
- Bert Cosemans
- Luk D'Heu
- Katrien De Becker
- Jo De Caluwé
- Guido De Craene
- Gerd De Ley
- Tuur De Weert
- Rudi Delhem
- Christel Domen
- Marc Dupain
- Veerle Eyckermans
- Herbert Flack
- Jos Van Gorp
- Anke Helsen
- Marijke Hofkens
- Karin Jacobs
- Charel Janssens
- Arthur Le Boudec
- Gerda Marchand
- Peter Michel
- Sofie Mora
- Annemarie Picard
- Machteld Ramoudt
- Danny Riesterer
- Hans Royaards
- Ben Segers
- Bob Snijers
- Walter Smits
- Jenny Tanghe
- Jaak Van Assche
- Hans Van Cauwenberghe
- Ann Van den Broeck
- Britt Van der Borght
- Patsy Van der Meeren
- Werther Vander Sarren
- Bob Van Der Veken
- Rikkert Van Dijck
- Ilse Van Hoecke
- Saartje Vandendriessche
- Manu Verreth
- René Verreth
- Gianni Verschueren
- Mark Verstraete
- Maurice Wouters
- Paul Wuyts
- en anderen

## Typetjes
Een greep uit de vele typetjes die doorheen de seizoenen opdoken:
Tommeke
Tommeke (Jan Van Dyke) is een vijfjarige jongen die allerlei kattenkwaad uithaalt en zo zijn moeder (Lieve De Baes) en/of andere gezinsleden terroriseert, waaronder Tante Nonneke (Jenny Tanghe), Nonkel Albert (Chris Cauwenberghs), Nonkel Gerard (Hans Royaards) en mama's nieuwe vriend Julien (Peter Bulckaen).
Sus en Klus
Sus (Carry Goossens) en Klus (Jan Van Dyke) zijn twee klusjesmannen. Iedere opdracht weer slagen ze erin de meest onwaarschijnlijke toeren uit te halen, en het hun opdrachtgever zo te doen beklagen hen ooit te hebben aangeworven.
De bus
Elke dag nemen collega's Marcel (Carry Goossens) en Robert (Jos Van Geel) samen de bus naar het werk. Hun vreemde gespreksonderwerpen leiden vaak tot grappige discussies.
Jos & Irène
Irène (Anita Koninckx) is een rijpe vrouw die nog steeds zin heeft in seks. Haar man Jos (Carry Goossens) heeft daar echter niet altijd zin in en slaagt er iedere avond weer in een excuus te verzinnen.
Pater Stinus
Pater Stinus (Carry Goossens) is een eigenzinnige, nogal vrijpostige pater die het niet altijd eens is met zijn conservatieve confrater (Herman Fabri).
Mijnheer Albert
Albert (Carry Goossens) en zijn vrouw (Anke Helsen) hebben als nouveau-riche koppel nog ietwat gebrek aan klasse, waardoor ze  continu door de mand vallen bij hun nieuw verworven rijke kennissen.
Het vliegtuig
De piloot (Carry Goossens) beleeft samen met zijn stewardess (Ann Van den Broeck) en copiloot (Ben Segers) heel wat grappige maar soms ook bloedstollende avonturen in zijn vliegtuig.
Soldaat Jones
Hoe soldaat Jones (Jan Van Dyke) ooit bij het leger is geraakt blijft voor iedereen een raadsel. Met zijn domme streken slaagt hij er steeds in om de sergeant (Carry Goossens) en de kolonel (Marc Bober) voor schut te zetten.
Polleke en Berreke
Polleke (Carry Goossens) en Berreke (Jan Van Dyke) slijten hun oude dag in het bejaardentehuis. Hoewel hun lichaam niet altijd meer meewil, zijn ze nog heel goed bij verstand.
André
André (Carry Goossens) is een onverbeterlijke rokkenjager die door zijn snelle aanpak vaak afgewezen wordt of zich in moeilijkheden werkt.
De directeur
De directeur (Carry Goossens) slaagt er steeds in om de lastige vragen, zoals loonsverhoging, van een van zijn bedienden (Jos Van Geel) af te wimpelen.
De kelner
De chique kelner (Jan Van Dyke) met bijhorend Frans accent terroriseert zijn klanten, die vaak gewoon naar het stationsbuffet komen voor een snelle hap.
De rechter
De strenge, maar rechtvaardige rechter (Carry Goossens) die samen met zijn assistente (Chris Bus) de vreemdste zaken voor zijn rekening moet nemen.
Jean-Claude
De homoseksuele Jean-Claude (Jan Van Dyke) weet zich slim en doortrapt uit elke situatie te redden.
De psychiater
De psychiater (Carry Goossens) krijgt voortdurend knotsgekke patiënten (Jan Van Dyke) over de vloer.
Prof. Dr. Von Steinbein
Deze specialist-dokter (Jan Van Dyke) met een vreemd Duits accent verrast zijn patiënten elke keer weer door zijn speciale en eigenzinnige aanpak.
Agent Kriekemans
De eigenwijze en niet al te snuggere politieagent (Gaston Berghmans) ligt op de luur om elke overtreding op gepaste wijze te bestraffen.